# Aeródromo de Sanhupa
La aeropuerto de Sanhupa fue un aeródromo construido sobre una isla del Yangtsé en la municipalidad de Chongqing, República Popular China. El aeropuerto fue construido de empedrado por obreros culí quienes asentaron más de 60 mil losas de piedra para una pista de 2150 pies (655,3 m). La isla se inundaba por el río anualmente, por lo que los edificios tenían la capacidad de ser movidos a tierra más elevada o a tierra firme. La pista de piedra fue construida de tal manera que podría soportar la inundación anual de aproximadamente 12 nudos (22,2 km/h). El aeródromo fue centro de ataque japonés durante tres años, la pista mantuvo su estructura rocosa sin que se descontinuaran sus servicios aéreos durante los ataques. Fue uno de los sitios principales de evacuación de ciudadanos de Hankou durante los ataques japoneses previo a la Segunda Guerra Mundial.
El aeródromo fue usado comercialmente por aviones de la Corporación Nacional de Aviación de China así como de sus competidores de la aerolínea Eurasia durante los años 1930 y 1940. La cercanía de la pista al río Yangtsé permitía que aterrizaran hidroplanos con acceso a muelles en tierra del aeródromo. Funcionó también como sustituto del aeropuerto en la isla de Guangyangba cuando este se inundaba. Previo a la construcción de la pista en Sanhupa, los habitantes de la localidad viajaban al aeropuerto de Peishiyi para sus vuelos comerciales.